# Kian Egan

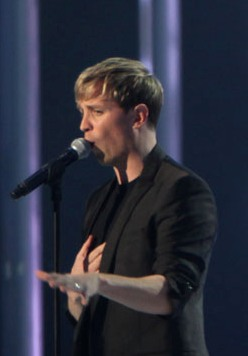
Kian Egan (2009).

Kian John Francis Egan, född 29 april 1980 i Sligo, Irland, är en sångare i Westlife. 
Mark Feehily, Kian Egan och Shane Filan växte alla tre upp i Sligo och har känt varandra sedan de var barn.  
Kian förlovade med den brittiska skådespelerskan Jodi Albert julafton 2007 och de gifte sig 8 maj 2009 på Bahamas.
Kian och Jodi har tillsammans sonen Koa, född 2012.